# Бейли, Артур
Артур Б. Бейли (англ. Arthur B. Bailey) — канадский гребец, серебряный призёр летних Олимпийских игр 1904.
На Играх 1904 в Сент-Луисе Бейли участвовал только в соревнованиях восьмёрок. Его команда заняла второе место и выиграла серебряные медали.